# Törökország az 1960. évi nyári olimpiai játékokon
Törökország az olaszországi Rómában megrendezett 1960. évi nyári olimpiai játékok egyik részt vevő nemzete volt. Az országot az olimpián 6 sportágban 49 sportoló képviselte, akik összesen 9 érmet szereztek.

## Érmesek
| Érem  | Versenyző          | Sportág  | Versenyszám         |
| ----- | ------------------ | -------- | ------------------- |
| Arany | Müzahir Sille      | Birkózás | Kötöttfogás, 62 kg  |
| Arany | Mithat Bayrak      | Birkózás | Kötöttfogás, 73 kg  |
| Arany | Tevfik Kiş         | Birkózás | Kötöttfogás, 87 kg  |
| Arany | Ahmet Bilek        | Birkózás | Szabadfogás, 52 kg  |
| Arany | Mustafa Dağıstanlı | Birkózás | Szabadfogás, 62 kg  |
| Arany | Hasan Güngör       | Birkózás | Szabadfogás, 79 kg  |
| Arany | İsmet Atlı         | Birkózás | Szabadfogás, 87 kg  |
| Ezüst | İsmail Oğan        | Birkózás | Szabadfogás, 73 kg  |
| Ezüst | Hamit Kaplan       | Birkózás | Szabadfogás, +87 kg |

## Atlétika
Férfi
| Versenyző         | Versenyszám    | Előfutam | Előfutam | Negyeddöntő | Negyeddöntő | Elődöntő | Elődöntő | Döntő   | Döntő    |
| Versenyző         | Versenyszám    | Idő      | Hely.    | Idő         | Hely.       | Idő      | Hely.    | Idő     | Helyezés |
| ----------------- | -------------- | -------- | -------- | ----------- | ----------- | -------- | -------- | ------- | -------- |
| Aydin Onur        | 100 m          | 11,3     | 6.       | kiesett     | kiesett     | kiesett  | kiesett  | kiesett | kiesett  |
| Aydin Onur        | 200 m          | 22,5     | 6.       | kiesett     | kiesett     | kiesett  | kiesett  | kiesett | kiesett  |
| Fahir Özgüden     | 400 m          | 50,7     | 6.       | kiesett     | kiesett     | kiesett  | kiesett  | kiesett | kiesett  |
| Fahir Özgüden     | 400 m gát      | 55,3     | 5.       |             | kiesett     | kiesett  | kiesett  | kiesett |          |
| Ekrem Koçak       | 800 m          | 1:59,0   | 3.       | 1:52,5      | 7.          | kiesett  | kiesett  | kiesett | kiesett  |
| Muharrem Dalkılıç | 1500 m         | 3:47,9   | 10.      |             |             |          |          | kiesett | kiesett  |
| Muharrem Dalkılıç | 5000 m         | 15:13,6  | 10.      |             |             |          |          | kiesett | kiesett  |
| Fevzi Pakel       | 10 000 m       |          | 32:06,2  | 29.         |             |          |          |         |          |
| Çetin Şahiner     | 110 m gát      | 15,6     | 6.       | kiesett     | kiesett     | kiesett  | kiesett  | kiesett | kiesett  |
| Cahit Önel        | 3000 m akadály | 9:14,6   | 10.      |             |             |          |          | kiesett | kiesett  |

| Versenyző      | Versenyszám | Selejtező                | Selejtező                | Döntő    | Döntő    |
| Versenyző      | Versenyszám | Eredmény                 | Helyezés                 | Eredmény | Helyezés |
| -------------- | ----------- | ------------------------ | ------------------------ | -------- | -------- |
| Çetin Şahiner  | Magasugrás  | érvényes kísérlet nélkül | érvényes kísérlet nélkül | kiesett  | kiesett  |
| Orhan Altan    | Rúdugrás    | érvényes kísérlet nélkül | érvényes kísérlet nélkül | kiesett  | kiesett  |
| Yalçın Ünsal   | Távolugrás  | 697 cm                   | 35.                      | kiesett  | kiesett  |
| Yıldıray Pağda | Hármasugrás | 14,11 m                  | 38.                      | kiesett  | kiesett  |

Női
| Versenyző  | Versenyszám | Előfutam | Előfutam | Negyeddöntő | Negyeddöntő | Elődöntő | Elődöntő | Döntő   | Döntő    |
| Versenyző  | Versenyszám | Idő      | Hely.    | Idő         | Hely.       | Idő      | Hely.    | Idő     | Helyezés |
| ---------- | ----------- | -------- | -------- | ----------- | ----------- | -------- | -------- | ------- | -------- |
| Aycan Önel | 100 m       | 13,4     | 5.       | kiesett     | kiesett     | kiesett  | kiesett  | kiesett | kiesett  |
| Gül Çiray  | 800 m       | 2:11,4   | 6.       |             |             |          |          | kiesett | kiesett  |

| Versenyző    | Versenyszám | Selejtező | Selejtező | Döntő    | Döntő    |
| Versenyző    | Versenyszám | Eredmény  | Helyezés  | Eredmény | Helyezés |
| ------------ | ----------- | --------- | --------- | -------- | -------- |
| Canel Konvur | Magasugrás  | 150 cm    | 23.       | kiesett  | kiesett  |
| Aycan Önel   | Távolugrás  | 497 cm    | 29.       | kiesett  | kiesett  |

## Birkózás
Kötöttfogású
| Versenyző     | Versenyszám | 1. forduló                       | 1. forduló | 1. forduló | 2. forduló                           | 2. forduló | 2. forduló | 3. forduló                        | 3. forduló | 3. forduló | 4. forduló                               | 4. forduló | 4. forduló | 5. forduló                   | 5. forduló | 5. forduló | 6. forduló                    | 6. forduló | 6. forduló | Döntő                                                                | Döntő   | Döntő   | Helyezés |
| Versenyző     | Versenyszám | Ellenfél Eredmény                | Pont       | Hely.      | Ellenfél Eredmény                    | Pont       | Hely.      | Ellenfél Eredmény                 | Pont       | Hely.      | Ellenfél Eredmény                        | Pont       | Hely.      | Ellenfél Eredmény            | Pont       | Hely.      | Ellenfél Eredmény             | Pont       | Hely.      | Ellenfél Eredmény                                                    | Pont    | Hely.   | Helyezés |
| ------------- | ----------- | -------------------------------- | ---------- | ---------- | ------------------------------------ | ---------- | ---------- | --------------------------------- | ---------- | ---------- | ---------------------------------------- | ---------- | ---------- | ---------------------------- | ---------- | ---------- | ----------------------------- | ---------- | ---------- | -------------------------------------------------------------------- | ------- | ------- | -------- |
| Kazim Gedik   | 52 kg       | Ivan Kocsergin (URS) · kétvállas | 4          | =16.       | Dumitru Pîrvulescu (ROU) · kétvállas | 8          | =17.       | kiesett                           | kiesett    | kiesett    | kiesett                                  | kiesett    | kiesett    |                              |            |            |                               |            |            | kiesett                                                              | kiesett | kiesett | 17.      |
| Yaşar Yılmaz  | 57 kg       | Kamel Ali El-Sayed (RAU) · 1-3   | 1          | =6.        | Larry Lauchle (USA) · kétvállas      | 1          | =2.        | Gilbert Dubier (FRA) · 1-3        | 2          | =2.        | Icsigucsi Maszamicu (JPN) · 3-1          | 5          | =5.        | Dinko Petrov (BUL) · 2-2     | 7          | =4.        |                               |            |            | kiesett                                                              | kiesett | kiesett | 5.       |
| Müzahir Sille | 62 kg       | Gottlieb Neumair (EUA) · 1-3     | 1          | =6.        | Kazimierz Macioch (POL) · 1-3        | 2          | =6.        | Leif Freij (SWE) · kétvállas      | 2          | =3.        | Moustafa Hamil Mansour (RAU) · kétvállas | 2          | 2.         | Mihai Şulţ (ROU) · 3-1       | 5          | =3.        | erőnyerő                      | 5          | 2.         | Polyák Imre (HUN) · 1-3                                              | 6       | 1.      |          |
| Adil Güngör   | 67 kg       | Edmund Seger (EUA) · 1-3         | 1          | =3.        | Bartl Brötzner (AUT) · 2-2           | 3          | =5.        | Ernest Gondzik (POL) · 2-2        | 5          | =8.        | Dumitru Gheorghe (ROU) · 2-2             | 7          | =6.        | kiesett                      | kiesett    | kiesett    |                               |            |            | kiesett                                                              | kiesett | kiesett | 5.       |
| Mithat Bayrak | 73 kg       | Stevan Horvat (YUG) · 1-3        | 1          | =5.        | Franz Berger (AUT) · kétvállas       | 1          | =1.        | Bertil Nyström (SWE) · 1-3        | 2          | =1.        | erőnyerő                                 | 2          | =1.        | Rizmayer Antal (HUN) · 1-3   | 3          | 2.         | Hrihorij Hamarnik (URS) · 2-2 | 5          | =1.        | Günter Maritschnigg (EUA) · kétvállas · René Schiermeyer (FRA) · 1-3 | 6       | 1.      |          |
| Kazım Ayvaz   | 79 kg       | Marziano Magnani (ITA) · 1-3     | 1          | =6.        | Raymond Schummer (LUX) · kétvállas   | 1          | =2.        | Mansour Hazrati (IRI) · 1-3       | 2          | =2.        | Jiří Kormaník (TCH) · kétvállas          | 2          | =1.        | Bolesław Dubicki (POL) · 2-2 | 4          | =2.        | Dimitar Dobrev (BUL) · 3-1    | 7          | =3.        | Ion Ţăranu (ROU) · 3-1                                               | 10      | 4.      | 4.       |
| Tevfik Kiş    | 87 kg       | Kurt Rusterholz (SUI) · 1-3      | 1          | =4.        | Krali Bimbalov (BUL) · 2-2           | 3          | =6.        | Włodzimierz Smoliński (POL) · 1-3 | 4          | =4.        | erőnyerő                                 | 4          | =2.        | Antero Vanhanen (FIN) · 1-3  | 5          | =1.        |                               |            |            | Givi Kartozija (URS) · 1-3                                           | 6       | 1.      |          |
| Tan Tarı      | +87 kg      | Ivan Bohdan (URS) · kétvállas    | 4          | =11.       | Ragnar Svensson (SWE) · 2-2          | 6          | =9.        | kiesett                           | kiesett    | kiesett    |                                          |            |            |                              |            |            |                               |            |            | kiesett                                                              | kiesett | kiesett | 9.       |

Szabadfogású
| Versenyző           | Versenyszám | 1. forduló                         | 1. forduló | 1. forduló | 2. forduló                     | 2. forduló | 2. forduló | 3. forduló                          | 3. forduló | 3. forduló | 4. forduló                       | 4. forduló | 4. forduló | 5. forduló                        | 5. forduló | 5. forduló | 6. forduló                    | 6. forduló | 6. forduló | Döntő                                                      | Döntő   | Döntő   | Helyezés |
| Versenyző           | Versenyszám | Ellenfél Eredmény                  | Pont       | Hely.      | Ellenfél Eredmény              | Pont       | Hely.      | Ellenfél Eredmény                   | Pont       | Hely.      | Ellenfél Eredmény                | Pont       | Hely.      | Ellenfél Eredmény                 | Pont       | Hely.      | Ellenfél Eredmény             | Pont       | Hely.      | Ellenfél Eredmény                                          | Pont    | Hely.   | Helyezés |
| ------------------- | ----------- | ---------------------------------- | ---------- | ---------- | ------------------------------ | ---------- | ---------- | ----------------------------------- | ---------- | ---------- | -------------------------------- | ---------- | ---------- | --------------------------------- | ---------- | ---------- | ----------------------------- | ---------- | ---------- | ---------------------------------------------------------- | ------- | ------- | -------- |
| Ahmet Bilek         | 52 kg       | Macubara Maszajuki (JPN) · 1-3     | 1          | =8.        | Gray Simons (USA) · kétvállas  | 1          | =4.        | Ali Aliyev (URS) · 3-1              | 4          | =6.        | Din Nawab (PAK) · kétvállas      | 4          | =4.        | Paul Neff (EUA) · kétvállas       | 4          | =2.        | Ebrahim Szeifpour (IRI) · 1-3 | 5          | 3.         | erőnyerő                                                   | 5       | 1.      |          |
| Hüseyin Akbaş       | 57 kg       | Mohamed Mehdi Yaghoubi (IRI) · 2-2 | 2          | =9.        | Mihail Sahov (URS) · 3-1       | 5          | =13.       | Tauno Jaskari (FIN) · kétvállas     | 9          | 14.        | kiesett                          | kiesett    | kiesett    | kiesett                           | kiesett    | kiesett    |                               |            |            | kiesett                                                    | kiesett | kiesett | 14.      |
| Mustafa Dağıstanlı  | 62 kg       | Erkki Penttilä (FIN) · 1-3         | 1          | =10.       | Johann Marte (AUT) · kétvállas | 1          | =3.        | Kellermann József (HUN) · kétvállas | 1          | =2.        | Joseph Mewis (BEL) · 1-3         | 2          | =1.        | Muhammad Akhtar (PAK) · kétvállas | 2          | =1.        | Tamiji Sato (JPN) · 2-2       | 4          | 2.         | Sztancso Ivanov (BUL) · 1-3                                | 5       | 1.      |          |
| Hayrullah Şahinkaya | 67 kg       | Nick Stamulus (AUS) · kétvállas    | 0          | =1.        | Moustafa Tajiki (IRI) · 3-1    | 3          | =9.        | Garibaldo Nizzola (ITA) · 2-2       | 5          | =8.        | Enyu Valcsev (BUL) · 3-1         | 8          | =8.        | kiesett                           | kiesett    | kiesett    |                               |            |            | kiesett                                                    | kiesett | kiesett | 8.       |
| İsmail Oğan         | 73 kg       | Vahtang Balavadze (URS) · 1-3      | 1          | =7.        | Martin Heinze (EUA) · 1-3      | 2          | 7.         | Udey Chand (IND) · kétvállas        | 2          | =3.        | Coenraad de Villiers (RSA) · 1-3 | 3          | =2.        | Yutaka Kaneko (JPN) · 1-3         | 4          | 2.         |                               |            |            | Muhammed Bashir (PAK) · 1-3 · Douglas Blubaugh (USA) · 3-1 | 8       | 2.      |          |
| Hasan Güngör        | 79 kg       | Julio Graffigna (ARG) · kétvállas  | 0          | =1.        | Prodan Gardzsev (BUL) · 1-3    | 1          | =3.        | Mansour Mahdizadeh (IRI) · 2-2      | 3          | =2.        | Hollósi Géza (HUN) · 1-3         | 4          | =2.        |                                   |            |            |                               |            |            | Ed DeWitt (USA) · kétvállas                                | 4       | 1.      |          |
| İsmet Atlı          | 87 kg       | Valcho Kostov (BUL) · 1-3          | 1          | =5.        | Robert Steckle (CAN) · 1-3     | 2          | =6.        | Eugen Holzherr (SUI) · 1-3          | 3          | 4.         | Anatolij Albul (URS) · 1-3       | 4          | =3.        | Viking Palm (SWE) · 1-3           | 5          | 2.         |                               |            |            | Gholamreza Takhti (IRI) · 1-3                              | 6       | 1.      |          |
| Hamit Kaplan        | +87 kg      | Lucjan Sosnowski (POL) · kétvállas | 0          | =1.        | Ljutvi Ahmedov (BUL) · 2-2     | 2          | =5.        | Muhammad Nazir (PAK) · kétvállas    | 2          | 4.         | William Kerslake (USA) · 1-3     | 3          | 3.         | Szavkuz Dzaraszov (URS) · 2-2     | 5          | 3.         |                               |            |            | Wilfried Dietrich (EUA) · 2-2                              | 7       | 2.      |          |

## Labdarúgás
| Török labdarúgócsapat-játékoskeret                                                                                      | Török labdarúgócsapat-játékoskeret                                                                                |
| --- | --- |
| - Aydoğan Çipiloğlu - Mustafa Ertan - Cavit Gökalp - Uğur Köken - Emrullah Küçükbay - Ahmet Suat Özyazıcı - Zeki Şensan | - Selim Soydan - Ergun Taner - Bilge Tarhan - Ahmet Tuna Kozan - Samin Uygun - İbrahim Yalçınkaya - Turhan Yıldız |

### Eredmények
Csoportkör
A csoport
| Csapat                    | M | Gy | D | V | G+ | G– | Gk | P |
| ------------------------- | - | -- | - | - | -- | -- | -- | - |
| Jugoszlávia               | 3 | 2  | 1 | 0 | 13 | 4  | +9 | 5 |
| Bulgária                  | 3 | 2  | 1 | 0 | 8  | 3  | +5 | 5 |
| Egyesült Arab Köztársaság | 3 | 0  | 1 | 2 | 4  | 11 | –7 | 1 |
| Törökország               | 3 | 0  | 1 | 2 | 3  | 10 | –7 | 1 |

| 1960. augusztus 26. 21:00 |

| Bulgária (BUL)         | 3–0               | Törökország |
| ---------------------- | ----------------- | ----------- |
| Diev 13' 58' Iliev 67' | (1–0) Jegyzőkönyv |             |

| Grosseto Nézőszám: 3 000 Játékvezető: Jonni (olasz) |

| 1960. augusztus 29. 21:00 |

| Jugoszlávia (YUG)                 | 4–0               | Törökország |
| --------------------------------- | ----------------- | ----------- |
| Kostić 10' 89' Galić 46' Knez 61' | (1–0) Jegyzőkönyv |             |

| Firenze Játékvezető: Orlandini (olasz) |

| 1960. szeptember 1. 21:00 |

| Törökország (TUR)                   | 3–3               | Egyesült Arab Köztársaság |
| ----------------------------------- | ----------------- | ------------------------- |
| Tarhan 15' Köken 30' Yalçınkaya 69' | (2–1) Jegyzőkönyv | Attia 10' Qotb 58' 65'    |

| Livorno Játékvezető: van Nuffel (belga) |

| Csapat            | Helyezés |
| ----------------- | -------- |
| Törökország (TUR) | 14.      |

## Lovaglás
Díjugratás
| Versenyző                           | Ló                 | Versenyszám | 1. forduló    | 1. forduló    | 2. forduló | 2. forduló | Összesen    | Összesen    |
| Versenyző                           | Ló                 | Versenyszám | Pont          | Hely.         | Pont       | Hely.      | Pont        | Helyezés    |
| ----------------------------------- | ------------------ | ----------- | ------------- | ------------- | ---------- | ---------- | ----------- | ----------- |
| Nail Gönenli                        | Inka               | Egyéni      | 32,50         | 34.           | 30,75      | 30.        | 63,25       | 31.         |
| Salih Koç                           | Rolat              | Egyéni      | nem ért célba | nem ért célba | kiesett    | kiesett    | helyezetlen | helyezetlen |
| Cevdet Sümer                        | Zambak             | Egyéni      | 20,00         | =19.          | 17,50      | 16.        | 37,50       | =15.        |
| Nail Gönenli Salih Koç Cevdet Sümer | Domino Eskimo Isma | Csapat      | nem ért célba | nem ért célba | kiesett    | kiesett    | helyezetlen | helyezetlen |

## Úszás
Férfi
| Versenyző     | Versenyszám | Előfutam | Előfutam | Előfutam | Elődöntő | Elődöntő | Elődöntő | Döntő   | Döntő    |
| Versenyző     | Versenyszám | Idő      | Hely.    | Össz.    | Idő      | Hely.    | Össz.    | Idő     | Helyezés |
| ------------- | ----------- | -------- | -------- | -------- | -------- | -------- | -------- | ------- | -------- |
| Ünsal Fikirci | 100 m gyors | 1:03,0   | 7.       | 46.*     | kiesett  | kiesett  | kiesett  | kiesett | kiesett  |
| Ünsal Fikirci | 100 m hát   | 1:15,2   | 8.       | 36.      | kiesett  | kiesett  | kiesett  | kiesett | kiesett  |
| Engin Ünal    | 200 m mell  | 2:49,0   | 4.       | 27.      | kiesett  | kiesett  | kiesett  | kiesett | kiesett  |

* - egy másik versenyzővel azonos időt ért el

## Vitorlázás
Nyílt
| Versenyző   | Versenyszám | Futam | Futam | Futam | Futam | Futam | Futam | Futam | Pontszám | Helyezés |
| Versenyző   | Versenyszám | 1     | 2     | 3     | 4     | 5     | 6     | 7     | Pontszám | Helyezés |
| ----------- | ----------- | ----- | ----- | ----- | ----- | ----- | ----- | ----- | -------- | -------- |
| Ersin Demir | Finn dingi  | 390   | 214   | 283   | (154) | 283   | 247   | 366   | 1783     | 27.      |